# Magyar Iszlám Közösség
A Magyar Iszlám Közösséget (MIK) 1988-ban jegyezte be egyházként az akkori Állami Egyházügyi Hivatal, majd 1990-ben a Fővárosi Bíróság bejegyzése ezt megerősítette. Az egyik alapító, aki elnöke lett a Közösségnek Mihálffy Balázs volt. 2012-ben Bolek Zoltán vezetésével elismert egyházi jogokkal bíró szervezetként regisztrálták, ill. ismerte el a magyar Országgyűlés.

## Történelem

### Előzmények
Az 1931-ben létrejött Gül Babáról Elnevezett Magyar Mohamedán Egyházközség volt a jogelődje a Magyar Iszlám Közösségnek. E korai iszlám közösségnek volt a kulturális főtitkára Germanus Gyula (Abdul Karim). 1949-től felszámolták a vallási összejöveteleiket. A Kádár-rendszerben a külföldi muszlim diákok megtarthatták imáikat. Erre a célra jött létre a Muszlim Diákok Egyesülete, mely a Zsombolyai utcában tartott fenn mecsetet. A hatóság emberei igyekeztek tőlük távol tartani a 70-es évektől áttérő magyar muszlimokat. Ekkor lett muszlim Mihálffy Balázs, aki az első olyan magyar muszlim, aki lefordította a  Koránt. Ő volt a Magyar Iszlám Közösség névadója és emírje. Szintén ekkor lett muszlim a Magyar Iszlám Közösség mai elnöke, Bolek Zoltán.

### 1988-tól napjainkig
A Magyar Iszlám Közösséget 1988 augusztusában jegyezték be húsz taggal. Miután az 1916-os törvényt nem érvénytelenítették, ezért nem új közösség alakult, hanem az Állami Egyházügyi Hivatal elismerte a jogfolytonosságot.
Az elmúlt években a MIK-nek számos imaháza volt. Imádkoztak a Mikó utcában, a Teréz körúton, s számos más helyen. 1988-tól a magyar muszlimok száma folyamatosan gyarapodott, ami az iszlám vallásra történő áttérésekből adódott. 1996 végén a birtokukba került a Budapest XIII. kerület Róbert Károly körút 104. szám alatt lévő ingatlan, amely régen gyógyszertárként üzemelt. Ezt az ingatlant felújították, s ma is ez a Magyar Iszlám Közösség központja. A Magyar Iszlám Közösségnek 600 tagja van. Elnöke: Bolek Zoltán. Alelnöke: Kovács Miklós Ahmed, aki az imámi feladatokat is ellátja többek között és Bolek Attila, aki a MIK mezőgazdasági projektjeiről és a muszlim temetőért felelős, egykoron pedig: Rózsa-Flores Eduardo. Az új egyházügyi törvény (2011. évi CCVI. tv.) a Magyar Iszlám Közösséget nem vette egyházi státuszba, de az országgyűlés 2012. február 27-én megszavazta, majd a 2012. március 1-jétől hatályos 2012. évi VII. törvény a Magyarországi Muszlimok Egyházával együtt közösen létrehozott Magyarországi Iszlám Tanács égisze alatt külön is nevesítette a két egyházat.

## Célkitűzései és kapcsolatai
A Magyar Iszlám Közösség  vezetői és aktív tagjai zömmel magyar muszlimok, akik kinyilvánították, hogy elzárkóznak minden szélsőségtől. Keresik az ábrahámi vallásokkal való együttműködést. Kapcsolatot ápolnak többek között a MAZSIHISZ-szel is, a Magyarországi Református Egyházzal, de más keresztény felekezetekkel is.  2020-ben a nyilvántartott híveink száma meghaladja az 5000 főt, ebből legalább ezren külföldön élnek: Egyiptomban, Ausztriában, Angliában, Németországban, Franciaországban, Romániában és Törökországban. A külföldön élők is mind magyar állampolgárok. A regisztráció alapfeltétele a legális, tartós magyarországi jelenlét.
A MIK az elmúlt években számos segélyakciókban vett részt több százmilliós értékű szállítmány ment Szudánba, Irakba, Bosznia-Hercegovinába, Pakisztánba és Indonéziába, Szíriába, de a határon túli magyaroknak is. Ezen kívül arabot és iszlámot tanítanak, börtönmissziót működtetnek, konferenciát szerveznek. Jelenleg Ramadánkor, Kurban Bayramkor és több más alkalommal hazai szegényeket- nem muszlimokat is- ruhákkal, tartós éelemiszerekkel támogatnak, valamint orvosi műszerekkel szegény települések orvosait.
Az egyház szociális munkásai segítik a budapesti hajléktalanokat.
Iskolákat, iskolai tanulókat támogat játékok, tanszerek ingyenes osztásával. Legfontosabb külföldi projektje egy szudáni kis kórház felszerelése, működtetése. Gondozzák a budapesti iszlám temetőt, hivatalos fenntartóként vannak bejegyezve. Jelenleg győri imaházat, a baranyai bosnyák-albán közösséget- Máriagyűdön egy új kis minaretes új építésű dzsámiban, valamint szintén egy új mecsetet és közösségi házat Tiszalökön és egy debreceni muszlim központot üzemeltetnek a budapestin kívül.
A soproni hősi temető muszlim hőseinek sírjait, a harkányi első világháborús sírokat, a nagyharsányi bosnyák temetőt, a siklósi boszniai világháborús sírokat is gondozzák, de komoly munkában kutatják a hazai iszlám történelmet és a hozzá kapcsolódó értékek megmentésén is fáradoznak.
A Közösségnél folyik a Korán magyar nyelvre való újabb fordítása, magyarázattal együtt.
Havi lapja 2003 óta jegyzett. (Hívó Szó) 
Két éve adják át a Gül Baba Díjat olyan nem muszlim hazai közéleti személyiségeknek, akik támogatják a MIK  bel- és külföldi karitatív munkáit. Bolek Zoltán 1995-ben elismerő oklevelet kapott  a Bosnyák-Horvát Föderációtól karitatív munkájáért.
2009 végére a Magyar Iszlám Közösség súlyos pénzügyi helyzetbe került, és belső viták is nehezítették a közösségi munkát. Bolek Zoltán magánemberként különböző parlamenti pártokkal próbált kapcsolatokat teremteni, ezt a hívők egy része a vallással összeegyeztethetetlennek tartotta. A 2010. év végére az egyház kiheverte a kreált vitákat, s ismét komoly karitatív munkát kezdett végezni Magyarországon (kétszeri segítség az árvíz sújtotta Edelénybe (5 millió HUF), a vörös-iszap katasztrófa tarolta Devecserbe és Kolontárba – kb. 3,5 millió HUF értékű adomány, év végén nagy bébiétel adomány akció. De az árvíz által elöntött Pakisztánba is ebben az évben küldtek kb. 10 millió HUF értékben gyógyszereket a magyar muszlimok. Új könyvkiadás folyik.
2011-ben a líbiai felkelőknek juttattak ki gyógyszersegélyeket, kb. 35 millió HUF értékben. Folytak a belföldi karitatív akciók is.
2011-ben hozták létre, majd egy másik szervezetet is alapítottak szeretetszolgálat részeként. Folyik egy budapesti muszlim óvoda és iskola szervezése is. A Közösség 2017 januárjában épületet vásárolt  Budapest XIV. kerületében, mely Iszlám Kulturális Központként működik. Neve: Germanus Gyula Iszlám Kulturális Központ, Durics Hilmi Husszein Mecset.

## A Magyar Iszlám Közösség mecsete
Maga a mecsetrész, ahol a betérő hívők imádkozhatnak, nagyjából 50 m²-t foglal el, ehhez tartozik még egy kb. 20 m²-es galéria, ahol a muszlim nők fordulhatnak Allahhoz.
A "kiblát", azaz a mekkai imairányt egy fából készült "mihrab" jelképezi, mellette áll a "minbar", azaz a szószék, ahonnan az imám a prédikációit végzi a hívek okulására. 
Van külön mosdóhelység és toalett is mindkét nemnek, s egy teakonyha, ahol elkészíthetnek teát, kávét a bent tartózkodóknak.
Az alagsor felújítás alatt áll, elkészültének tervezett ideje 2011 ősze.
A Közösségnek az új központjában, a Paskál utca 60-ban egy iszlám kulturális-oktatási és szociális központ működik, mely egyben könyvtárat, mecsetet, étkezőt, mosakodó helyiségeket, raktárakat és irodákat, tárgyalóval valamint az imám lakását is magában foglalja. Itt kapott helyet a tartós élelmiszert és ruhaneműt adományozó részleg is, mely jelenleg is dolgozik, a rászorultakért. A Közösség a megvásárolt zuglói ingatlanban megvalósította több évtizedes álmát. Az összes terület 600 nm + kert és padlástér.